# Arrowsmith Island
Arrowsmith Island (englisch; bulgarisch остров Ароусмит ostrow Arousmit) ist eine in westsüdwest-ostnordöstlicher Ausrichtung 2,53 km lange und 0,9 km breite Insel vor der Westküste der Antarktischen Halbinsel. Als eine der Pitt-Inseln im Archipel der Biscoe-Inseln liegt sie 1,43 km südöstlich von Pickwick Island, 0,5 km südlich von Tupman Island und 0,9 km nordwestlich von Fizkin Island.
Britische Wissenschaftler kartierten sie 1971. Die bulgarische Kommission für Antarktische Geographische Namen benannte sie 2013 nach dem britischen Kartographen Aaron Arrowsmith (1750–1823), der 1794 eine Karte zur Südpolarregion veröffentlicht hatte.